# 黄陂茶场老场部
黄陂茶场老场部，位于中国广东省清远市英德市黄陂镇，为清远市英德市的一个市级文物保护单位，类型为近现代重要史迹及代表性建筑，公布时间为2000年12月。
黄陂茶场老场部的历史年代为现代。